# Братське (Синельниківський район)
Бра́тське — село в Україні, у Синельниківському районі Дніпропетровської області. Входить до складу Покровської селищної громади. Населення становить 451 осіб. До 2016 року орган місцевого самоврядування — Андріївська сільська рада.

## Назва
Назване за іменем першого поселенця Миколи — Миколаївкою. В радянський час перейменоване на Братське. Ідеологічний зміст топоніму мав засвідчувати про нові дружні братські взаємовідносини між людьми.

## Географія
Село Братське розташоване на лівому березі річки Гайчул, у яку впадає Балка Зайцева. Вище за течією на відстані 0,5 км розташоване село Герасимівка, нижче за течією за 4 км розташоване село Новоскелювате, на протилежному березі — село Андріївка. Поруч проходить залізниця, станція Платформа 31 км за 2 км.

## Археологія
Поблизу Герасимівки та Братського досліджено поселення доби пізньої бронзи (XV—IX століття до Р. Х.).

## Історія
Село Братське за всю історію існування змінювало назву декілька разів. Утворилось воно з трьох хуторів: Миколаївка (Чернишева), Василівка, Шевченкове (Рубанське).
Братське розкинулось на лівому березі річки Гайчур на південний захід від районного центру Покровське на відстані. Село входить до складу Андріївської сільської ради. Прилеглі до села простори перерізають балки і яри.
За на південний захід знаходиться балка Заяча. Односельці говорять, коли хмари заходять від Заячої балки-бути дощу. На цій балці десь на початку 50-х років були загачені ставки, і в цих же роках розпочато посадку в полях лісозахисних смуг, які насаджували колгоспники. В околицях села Братського далі на південь на відстані 2,5 км від села Піщане знаходиться балка Кринична. Коли піднімешся на гору, яка лежить на захід від села до залізничної колії, село мов на долоні-школа, будинок культури, амбулаторія, річка, парк, гарні будинки, рівненькі вулиці. Їх в селі чотири і кожна з них має свою історію. Найпершою була вулиця Центральна, яка складається з двох частин: північна її частина — колишній х. Василівка, південна — с. Миколаївка (Чернишева). Саме з неї почалася історія села Братське. Втім назва ця не історична.
Історія села почалася з давніх часів. Перші поселення в цій місцевості з'явилися наприкінці XVIII століття після переможних для Росії російсько-турецьких війн, внаслідок яких до Імперії були приєднані Приазов'я і Причорномор'я. Поряд з українцями в освоєнні південного краю Росії активну участь брали росіяни, а також іноземні переселенці — німці, болгари, греки, євреї. Всюди виникали нові села і поселення, у господарський обіг були втягнені мільйони десятин плодючої землі.
Село було засноване в 1796 році титулярним радником Миколою Лукіним, сином Чернишова. Перша назва його — Криничне, пізніше — Миколаївка (Чернишева), а північна частина села звалася Василівкою (на честь
сина радника). Микола Лукін мав 3238 десятин землі, з яких 238 були непридатні до рільництва. У його володіннях проживало 120 підданих селян.
Після реформи 1861 року, коли кріпосницьким селянам була дарована царем воля, сюди переїхали нові мешканці, і вже в 1886 році село мало 54 двори і 402 жителі. Звільненим селянам був установлений так званий дарчий наділ, у середньому на кожен двір було нарізано по 4 десятини землі. На землях, які належали багатію Лукіну і його сину Василю, були виділені царем наділи для вільних селян. Селяни стали юридично вільними, залишаючись у цілковитій економічній залежності від поміщика, бо більшість з них не мала ні достатньої кількості землі, ні реманенту, щоб її обробляти.
На землях майбутнього села Братського і селились такі селяни. Перші хати побудували Синельнікови, Чорнобаї Давид і  Кіндрат, Курноси Іван і  Афанасій, Коробка Антон, Кузнєцов Федосій, Курнос Гнат і Курнос Дмитро, а на х. Василівка — Пишоха Микола і Стариковські.
Ці хати-мазанки були низенькі з солом'яною або очеретяною покрівлею, глиняною долівкою. У хаті стояли одна-дві лави, доморобні стільці, стіл, скриня. За ліжко служив піл. Печі топили соломою і бур'яном.
Біля хати садили багато дерев: яблуні, груші, вишні, сливи. Ближче до вулиці росла біла акація, кущі бузку і жовтої акації, бузина. Взимку садки захищали житло від холодних вітрів, а влітку — від спеки.
У господарстві селян села Миколаївка водилася  велика рогата худоба, вівці, свині, свійська птиця.
Поповнити харчові запаси для родини допомагала річка Гайчур, у якій на той час водилося чимало риби.
Сім'ї були великі і коли сини одружувались, то батько давав їм наділи своєї землі — полоски. Бідноті було виділено малородючі землі. Звичайно, на таких землях та ще при низькій культурі землеробства врожаї були мізерними.
Вільні, але дуже бідні селяни, не могли прогодувати свою сім'ю, бо землі було мало (цар виділяв землю лише на чоловіків). Господарство було невелике, а в кого і зовсім нічого не було, тому купити ще землі не мали за що. Люди були вимушені орендувати необхідну землю у німців, що жили на Криничному, а також найматися на роботу до пана Рубана, помістя якого знаходилось десь за кілометр на схід від с. Миколаївка і який на той час викупив більше 1000 десятин землі у Лукіна. Цей край села стали називати Рубанським.

### Помістя пана Рубана
Помістя було оазою краси серед убогих навколишніх сіл Миколаївка і Василівка. Панське подвір'я складалось з великого розкішного маєтку, високого цегляного амбару, поруч різні підсобні приміщення: кухня, лазня, пекарня, кузня. Була конюшня на два десятки коней. Біля неї під спеціальним дахом стояла панська карета. Нею їздили зустрічати
пані, яка приїздила потягом з Катеринослава. Потяг зупинявся біля Макаренського роз'їзду, що знаходився за 2 км від помістя. Ще на території панської садиби
був старий під соломою дім, так звана людська. Під час Німецько-радянської війни його при відступі спалили німці. Недалеко від панського свинарника була їдальня для найманих селян. Подавали їм їсти в ваганках (коричатках), у які наливали їжу і всі гуртом мали з нього їсти. Так наймані робітники, особливо з Покровського, перевертали ці коричатка, вимагаючи, щоб їжу подавали в тарілках. Наймані селяни спали на соломі в конюшнях або корівниках, поруч з тваринами. У пана була ферма для корів і овець, та особливо багато було овець.
Старий пан мав велику пристрасть до карт. Часто його гості, які приїздили до нього залізницею, грали з ним в карти. Старожили переповідають, що за програш пан розраховувався вівцями, яких іноді гнали отарами.
У Рубана був вітряк, який стояв на пагорбі недалеко від маєтку. Мельниця дісталась йому від Лукіна. Від маєтку вздовж берега річки Гайчур ріс чудовий фруктовий сад, з якого був вхід до барського будинку. На превеликий жаль, сад було знищено місцевими жителями під час Великої Вітчизняної війни: дерева зрубували на дрова. За садом ріс мальовничий гайок, де росли тополі, сосни, дуби. Під час війни німці, відступаючи, спалили міст через річку Гайчур, підпалили і все село Миколаївка. Після визволення радянські воїни
поспішали жителям села відремонтувати спалені будинки, бо наближалася зима. Майже всі дерева з гаю зрубали на покрівлю хат, а також побудову мосту.
За гаєм у пана була водокачка, за допомогою якої поливали город. Крутили її коні, ходячи по колу, а городником працював якийсь болгарин. Пізніше ця водокачка стала власністю комуни. На території панського двору, ближче до річки, знаходився великий погріб, яким згодом користувався колгосп, пізніше місцева школа. І панський маєток і всі будівлі навколо нього були збудовані з цегли, яку виготовляли на цегельному заводі, що знаходився неподалік помістя. Пани жили в місті Катеринославі, а в Рубанське приїздили
тільки влітку, оскільки мали двох синів. Господарювала в помісті переважно бариня. Охороняв барський дім стражник Коритін, приказчиком був Никифоренко Антон, покоївками працювали Кучерява Параска Макарівна і Курнос Ганна. Один з синів пана полюбляв добре випити, часто поводився зухвало, насміхався з наймитів. Коли селяни скиртували солому, то він навмисне вилазив на вже готову скирту і товкся по ній, розсовуючи. Робітникам доводилось робити все спочатку. Від цього панського синка в однієї із селянок народилася дитина, але пані ніколи її не пускала в дім, не хотіла визнавати бідняків за рідню. Інколи наказувала давати невеликі подарунки, коли вони приходили. Дітворі бідняків давала
цукерки, печиво, трохи грошей. Старожили згадують, що пан людей не кривдив, був добрий. Селянам, які наймалися на роботу, платили гроші. Хто наймався на один день (поденно), хто на місяць, хто більше. Селяни сіяли, орали, молотили, доглядали за худобою. Як згадує Курнос Олександр Макарович, мати його наймалася дояркою, щоб доїти 20 корів. Все господарство вів управитель. Взимку місцеві селяни наймалися на роботу, у так звану «хуру». Вони на возах вивозили на продаж панське зерно на станцію Гайчур. Там його продавали і воно деякий час зберігалось у пакгаузах.
Пан Рубан помер в 1906 році, поховали його в саду в сімейному склепі. В 20-х роках, коли в маєтку перебувала комуна, склеп було зруйновано і засипано камінням. 1956 року, коли садили на тому місці парк, копаючи ямки під дерева, знову наткнулися на цей склеп. Надгробну плиту витягли. На ній, за спогадами Василя Федоровича Солобченка, був напис: «Рубан Петро Іванович, дата народження і дата смерті». Плита опісля була знищена.
Революційні події 1917 року село пережило спокійно.
Пані, забравши деяке майно, разом з синами виїхала до Катеринослава. Те, що залишилось розібрали місцеві селяни.
Період громадянської війни відзначався частими відвідинами цієї місцевості загонами батька Махна. Наїжджали сюди і червоноармійці. Жителі села згадують про такий випадок, як одного разу на хуторі Пустош (поблизу Василівки) стояв загін червоноармійців, на який зненацька напали махновці. Зав'язався бій, у якому уціліли лише двоє червоноармійців. Одного бійця сховав у печі Курнос Гнат, а другий заліз до сусіда на горище, на якому була купа подушок, де він сховався. Хазяїну наказали першим лізти на горище з лампою, шукати втікача. Тільки над лядою з'являлась голова хазяїна, то втікач або лампу розбивав або пострілами відлякував. Тоді нападаючі починали з двору обстрілювати покрівлю хати з кулемета, але втікача вони не дістали. Махновці вирішили підпалити хату. І тільки умовляння, повзання хазяїна перед ними на колінах (адже сім'я була велика і стояла пізня осінь), дозволили врятувати хату і бійця. Згадується ще такий випадок. У Василівці, на так званому «прогоні» (це рівнинна місцевість, що вела до річки Гайчур) зійшлися в бою червоні і махновці. Махновці одержали перемогу, загін червоних було знищено. Це було влітку. Довгий час лежали порубані бійці, селяни боялись ховати без дозволу. Там же лежав поранений кінь і один місцевий житель ходив його підгодовував і давав пити. Після того, як махновці поїхали з села, селяни звезли всі тіла загиблих у Василівку і поховали.
Громадянська війна принесла в село ще більше страждань. Жити було важко, голодно, землю кожному окремо обробляти було важко, не всі мали інвентар. У таких умовах селяни почали об'єднуватись у ТСОЗи.
Товариства спільного обробітку землі були створені і в с. Чернишева і в с. Василівка.
У ці неспокійні роки починає свою історію і східна частина села, нинішня вулиця КІМА (комуністичного інтернаціоналу молоді), де на самому початку вулиці до цього часу стоїть занедбаний панський будинок, нагадуючи своїми понівеченими стінами минулу велич. Після революції панський дім довгий час стояв пусткою. 1924 року сюди переїхала з с. Благовіщенка, Куйбишевського району, Запорізької області комуна ім. Шевченка. Організувалась вона із сільської бідноти. Жителі села Благовіщенка потерпали від війни і розрухи післявоєнної так, як і всі. Наближалась весна, а одержані наділи обробляти було нічим, сіяти нічого. Сільський партосередок, який тоді існував у Благовіщенці, порушив питання про спільний обробіток землі. На загальних зборах 11 вересня 1922 року була створена сільгоспартіль імені Шевченка. Вона була затверджена Запорізьким облвиконком 17 листопада 1922 року за № 156. Організаторами сільгоспартілі були комуністи: Конько Василь Іванович, Ковалевський Микола, Сулими Іван та Гаврило, комсомольці: Семенченко Микола Ісакович, Білоконь Григорій, Глушко Василь Йосипович, Глушко Демид Гордійович, Чайкін Іван, Гах Іван. Багатії глузували, а артільці вірили, що злидні можна перемогти тільки гуртом, працюючи спільно. До 1924 року артіль зміцніла, але були незручності: земля членів артілі була розкидана поміж наділами одноосібників, та й жили кожен у своєму кутку села.
Люди стали замислюватись над тим, як зробити, щоб землі артілі об'єднати, щоб успішніше працювати. На ту пору один з колишніх сільських комуністів Василь Іванович Конько працював секретарем Покровського райкому партії. Він повідомив членів артілі ім. Шевченка, що на Покровщині стоїть пусткою колишній маєток поміщика Рубана, а при ньому є вільна земля.
В 1924 році артіль переселилась в Покровський район. Переїхало близько 20 сімей, які поселилися в колишній економії пана Рубана. Будинок пана, будівлю для батраків, пристосували під квартири членів артілі — кожній родині по кімнаті. За попередньою назвою артілі, комуні в Рубанському дали назву ім. Шевченка, а село, яке там виникло з переселенців назвали Шевченкове.
Першу допомогу від держави на новому місці комунари одержали насінням ярих. Землі було вдосталь, хоча обробляти її доводилося за допомогою волів і корів. Але вже в 1926 році комуна отримала перший трактор американської фірми «Фордзон». Це була велика подія. Першим трактористом став Глушко Василь Йосипович, а помічником Монастирний Василь Леонтійович. Коли Глушко В. поїхав вранці у Покровське отримувати трактор, всі в селі чекали його з нетерпінням. Зачувши гуркіт трактора, комунари від малого до великого, а також жителі сіл Чернишева і Василівка, збіглися подивитись на диво техніки. Це було свято, радість людей, які вперше побачили трактор, який згодом відіграв велику роль в становленні колгоспів.
На новому місці умови для роботи були кращими і комуна швидко міцніла, зростала і розповсюджувала свій вплив на оточуючи села і хутори. В активі комуни були члени партії: Саєнко Микита Іларіонович, Сидоренко Дорош Іванович, Глушко Василь Йосипович, Семенченко Микола Ісакович, Якименко Василь, Чайкін Іван Львович, Білоконь Григорій; комсомольці: Гром Онило, Сидоренко Василь Петрович, Монастирний Василь Леонтійович, Орловський Данило Михайлович, Білоконь Марія Іванівна, Сидоренко Іван Дорофійович; безпартійні: Дитюк Кирило Андрійович, Монастирний Леонтій, Сидоренко Іван Трохимович, Білик Лаврентій Максимович. Головою комуни ім. Шевченка з 1924 по 1926 рік був Саєнко М. І., секретарем парторганізації — Глушко В. Й., секретарем комсомольської організації — Білоконь Г.
У комуні було вже 30 коней, вирощували молодняк від своїх коней, мали ферму корів і свиноферму, великий поливний город, де вирощували городину і для себе і продавали жителям навколишніх сіл. Це була найприбутковіша  галузь комуни. Завідував городництвом Якименко Василь, а його помічником працював Сидоренко Василь Петрович. Комуна ім. Шевченка ставала міцним господарством і економічно і організаційно. Колектив був дружним, комуна розширювала своє господарство, збільшувалась кількість землі і членів комуни. Поруч, у селі Червоний Розсадник, розвивалась ще одна невелика комуна ім. Фрунзе. Головував там комуніст Кацика Іван Дмитрович, в активі були брати Іван та Прокіп Тимченки, Іван Ярошенко, Клим Гаврилястий, Ворожеєв та інші. У комуні ім. Фрунзе було мало працівників, слабке господарство з великою заборгованістю по кредитах, але в них був хороший фруктовий сад на 30 гектарах і гарний плодорозсадник. 1928 року комуна ім. Шевченка та ім. Фрунзе вирішили об'єднатися.
У 1926 році з Полтавщини в наші краї переселилася комуна «Маяк», яка об'єдналася з місцевою комуною «Комінтерн», що знаходилась біля станції Гайчур Катеринославської губернії. За рішенням партійних і радянських органів на початку 1929 року в комуну «Маяк» влились і комуни ім. Шевченка та ім. Фрунзе. Об'єднану комуну, що отримала назву «Маяк», очолив Шульга Семен Несторович, розумний, енергійний і дієвий господарник, який користувався великим авторитетом у комунарів. Замісником голови став Глушко В. Й., Козача І. П. — секретарем партійної організації. Внаслідок об'єднання збільшились розміри господарства. Населення об'єднаної комуни складало 980 чоловік, у тім числі працездатних 518. Комуна мала землі, 8 тракторів, 180 коней, 352 гол. великої рогатої худоби, у т ч. 152 корови, 350 свиней, близько тисячі голів птиці.
Цього ж року голову комуни С. Н. Шульгу направили в складі сільськогосподарської делегації в зарубіжне відрядження до Данії, Голландії вивчати найкращий досвід в сільському господарстві. Після його повернення в комуні розгорнули велике будівництво: побудували зразковий корівник з автопоїлками, підвісною дорогою для подачі кормів і вагонетками для вивезення гною, силосну башту (вперше в районі), вівчарню.
Комуна «Маяк» складалася з відділень, які називалися дворами. Село Комунарівка був двір № 1 і № 2, с. Шевченкове — 4-й двір, с. Червоний Розсадник — 3-й двір. До комуни відносилось також село Остапівське і село Реконструкція, яке до революції було німецькою колонією в Новомиколаївському районі. Комунари працювали дружно, особливо під час весняно-польових робіт. В цей час трудовий день в комуні розпочинався на світанку і закінчувався пізньої години. Життя в комуні регулювалося статутом. Кожний, хто вступав до комуни, повинен був передати все своє рухоме і нерухоме майно в комуну. Ніхто з комунарів ніякого особистого господарства не мав (та воно і не потрібне було): ні корів, ні свиней, ні курей і т. д. Все було загальне. Їжу вдома ніхто не готував, всі харчувалися в їдальні чотири рази на день. Стіл завжди був щедрим: м'ясо, на різні смаки, сало, масло, хліб, кондитерські вироби, різні соління, овочі, фрукти і ін. І все це їж стільки влізе, а для працюючої людини це головне. Якщо до когось з комунарів приїздили родичі чи знайомі, то вони мали право харчуватися на загальних умовах. Система оплати праці в комуні була простою, яку самі придумали і затвердили статутом комунари. Загалом вона всіх задовольняла. На кожного комунара був заведений у бухгалтерії особистий рахунок, куди записували його заробіток і видачу. Розрахунок з комунарами проводили без грошей. У комуні була своя комора, куди завозили всі необхідні речі: тканини, одяг, взуття, головні убори і інше. Якщо члену комуни було щось потрібно, то він звертався в контору, де йому виписували ордер на отримання необхідних речей. За цим ордером комунари отримували в коморі потрібні їм одяг чи взуття, а комірник повертав ордер в бухгалтерію, де ці видачі вираховувались з рахунку даної особи. З розвитком і зміцненням економіки велику увагу комунари звертали на покращення побутових умов: організували шевську і швейну майстерні, пральню, пекарню, майстерню по столярним роботам, пилораму. Працювала олійниця, млин (мірошником працював Несторенко Р. І.). Бригадирами трудились Сташко Єм., Філоненко Михайло, Забудько Костя, Гетьманський Єгор Микитович, Тонконіг Федір Павлович. Партійна організація нараховувала 70 комуністів, комсомольська — 150 чоловік. Діти до 6-ти років знаходились в дитячих яслах в с. Білозірка, що був в колишньому будинку Чуднівця. Після шестирічного віку дітей віддавали на дитмайданчик.
Вихователями працювали Мітленко Нюра і Шаламова Марія. З 7-ми років діти йшли до початкової школи, яка знаходилась в с. Комунарівка, де вчителювала Карась Кіма Йосипівна. Музику викладав дуже здібний сліпий комунар Бабін Крок, якого всі любили і звали просто дядя Крок.
У 1926 році був організований перший піонерський загін ім. Леніна, який налічував 120 піонерів. Першою вожатою була Мішко Л. Вчитель, заходячи до класу говорив: «Зміна зміні, будь готова!», на що звучала відповідь «Завжди готова!». Після закінчення школи ті, що бажали навчатися далі, їхали до Новомиколаївки, де була школа десятирічка і сільськогосподарський технікум. У 1931-32 рр. комунари почали будівництво п'яти типових свинарників, телятника, трьох житлових будинків на 36 сімей і двоповерхового «Будинку колективіста» на 400 місць. 1930 року комунари зібрали 24,5 тис. ц зерна. Валовий прибуток склав 270 тис. крб. Комунари не тільки добре працювали, а й відпочивали. У клубі функціонували гуртки художньої самодіяльності: драматичний, хоровий, танцювальний, акробатичний. Працював струнний оркестр, яким керував Сидоренко Дмитро. Вистави «Наталка Полтавка», «Назар Стодоля», «Недоросль» комунари показували не лише на сцені свого клубу, а й виїздили в інші села району. У вихідні дні комсомольці і молодь часто збирались в мальовничому місті на березі річки Гайчур в с. Червоний Розсадник. Тут проводились комсомольські збори, репетиції, влаштовувались різні ігри і просто відпочивали. Займалися і спортом: футбол, біг, стрибки в висоту і довжину, ковзани, велоспорт, плавання. Комунари допомагали селянам із навколишніх сіл агрономічними порадами, чистосортним насінням, сільськогосподарським інвентарем, племінною худобою. Зміцнюючи і розвиваючи своє господарство, покращуючи житлові і побутові умови, комуна «Маяк» стала для селян прикладом колективного господарювання. Ріс авторитет комуни, її господарська діяльність, вища в порівнянні з одноосібними господарствами, звертала на себе увагу. Про комуну стали писати в газетах, за досвідом роботи приїздили делегації з різних куточків України, а в 1932 році комуну відвідав голова ВЦВК М. І. Калінін.
Голод 1932-33 рр. комуна пережила безболісно. Діти завжди були нагодовані, їм давали молоко, готували молочну кашу з магара, варили різні супи. Дорослим було важче, хоча їм видавали продовольчі пайки. Так пережила голод частина односельців, яка проживала в комуні. Жителі сіл Миколаївка і Василівка, які не захотіли йти до комуни, опинилися в дуже скрутному становищі. Виживали тим, що товкли курай, насіння із щавлю і готували вариво.
Під час НЕПу на території сіл Миколаївка і Василівка
були створені ТСОЗи, на базі яких пізніше утворилися артілі. Бідні селяни йшли в
артілі, але було багато і таких, які не хотіли своє господарство віддавати до
загального добра. Такі господарі переселялися на нові землі. Давали їм наділи в
селі Герасимівна і поруч, де пізніше утворилось село Луначарське (на південь
від с. Братське). Луначарське засноване в 1925 році. Люди сюди селились з
с. Василівка і с. Миколаївка роботящі, які хотіли мати своє міцне господарство.
Добре працюючи, вони цього досягали, чим і поплатилися пізніше. Коли в 1933
році організовувались колгоспи, ці заможні господарі не захотіли вступати в
колективне господарство. Їх почали виселяти зі своїх домівок, називаючи куркулями.
Така участь випала на долю Курноса Івана, Чорнобая Івана, Чорнобая Карпа
Олексійовича, Курноса Макара Івановича, Чорнобая Андрія Давидовича. Все
господарство забирали, а сім'ї вивозили на балку Криничну, де колись було помістя
Кригіна. Оскільки це відбувалося в січні місяці, то їх вивозили в пустий
будинок без вікон і дверей, наполовину занесений снігом. Щоб вижити, люди рили
землянки; діти ходили просити їсти по селах (в своє село не дозволялось йти), а
дорослі йшли в найми. Як згадує Стариковська Клавдія Карпівна, за день роботи в
хазяїна, її мати приносила додому глечик молока. Сама вона з 11 років ходила
няньчити дітей до людей, а також виконувала й іншу роботу. Її батько, щоб
нагодувати голодних дітей, у полі виламав 10 качанів. За це його засудили на 10
років — рік за качан. На Колиму за таку саму провину були відправлені Чорнобай Андрій Давидович і Курнос Володимир Макарович. 1933 року на балці Криничній від голоду померли Чорнобай Іван і його син Сергій, а також Курнос Іван. Із сіл Василівка і Миколаївка нікого не виселили, бо тут дуже заможних селян не було.
У 1934 році уряд ухвалив рішення про те, що створення
комун виявилось передчасним і була взята лінія на розукрупнення великих
господарств. Після Всесоюзного з'їзду колгоспників-ударників і прийняття
«зразкового статуту — сільськогосподарської артілі» у 1935 році комуна «Маяк»
розпалася на три сільгоспартілі: ім. Леніна, «Червоний Маяк», «Комуніст». До
колгоспу
ім. Леніна увійшли села Василівка, Вільне, Миколаївка. Головою новоствореного
колгоспу обрали Квітку Дмитра Ілліча (пізніше працював Стариковський Іван
Степанович), секретарем партійної організації був Стариковський Тимофій
Микитович, члени правління: Конкевич Автоном Васильович, Коробка Василь
Антонович, Кацалуха Матвій Харитонович, Оніпко Сергій Васильович. У роботі
правління активну участь брали комуністи: Клюк Андрій Кузьмович, Загорулько
Антон Семенович, Ципляк Антон Артемович; комсомольці: Харченко Микола, Москалець Андрій Климович. Працювали в колгоспі всі старанно, від зорі до зорі.
Трудовий день починався о третій годині ночі (працювали так до і після війни). Землю
обробляли кіньми, але поля були чисті, засіяні, удобрені гноєм, який вивозився
саньми та бричками. Дорослим намагалися допомагати навіть діти: молодші — молотили котками зерно на конях, пасли худобу, старші — скиртували солому. Молоді хлопці
інколи і ночували в полі, щоб вранці не проспати на роботу, бо на кожний трудодень
видавали аж по
зерна.
Територія східної частини села Братське, тоді х.
Шевченкове, увійшло до іншого колгоспу — «Комуніст». Головою обрали Вйонцика
Франца Мартиновича. Комунари до цього часу проживали в панських будівлях, хоча
кожна сім'я вже мала свій погріб, невеликий сарайчик, а також біля річки свій
маленький город. Скопували клапоть землі і садили там капусту. Ці ділянки
ходили поливати (називались вони «підметом»). На колгоспних зборах постало
питання про будівництво індивідуальних будинків. Перший такий збудували голові
колгоспу Вйонцику Ф. М., потім звів будинок Кучерявий Іван. Так почала
забудовуватись вулиця Кіма. Для ведення особистого господарства колгоспникам
видавали кому порося, кому теличку.
Колгосп «Комуніст» вирощував крім зернових культур
такі екзотичні рослини: батат (солодка картопля), камфорний базилік, чумизу, після війни були спроби виростити навіть гіллясту пшеницю. До війни в колгоспі
був хороший город, на якому вирощували різні овочі, який поливався з річки
насосами. На нафтових двигунах трудилися Терновський Григорій і Іван Степанович
Кучерявий. Працював також млин, де колгоспники мололи борошно та дерть для
тварин. Мірошником був на той час Міхно Семен. Колгосп мав племінну кінську
ферму, на якій вирощували коней для Червоної Армії. За високі показники у
роботі конюха Никифоренка Марка Лук'яновича першого в районі нагородили орденом
«Знак пошани» У колгоспі був свій цегельний завод. Спочатку він знаходився на
хуторі Пустош, а згодом — у селі Шевченкове. Працювала кузня, у якій трудилися
чудові ковалі — Філоненко і Капустянський.
Йшли роки, колгосп поповнився новими тракторами, на
яких злагоджено працювали Стариковський Митрофан Маркович, Глушко Василь, Кокарь
Ілько, Ниценко Федір, Клименко Фрол. Перед війною колгосп мав три вантажні
автомобілі «полуторки», шоферували на них Монастирний Василь Леонтійович, Курнос Сергій, Кірєєв Єфим Калинович. До війни на території нинішнього села
Братське в різні роки колгосп очолювали: Вйонцик Франц Мартинович, Чорнобай Іван Микитович, Миколаєнко (присланий
з району), Півоваров Леонід Іванович, Цаплій, Новосьолов, Спаський Іван
Іванович, Квітка Дмитро Ілліч. Після війни — Герасименко Степан Минович, Стариковський Іван Степанович, Никифоренко Іван Трохимович, Чорнобай Іван
Кирилович, Мицик Володимир Михайлович, Гольбштейн Ісаак Йосипович, Ігнатенко
Володимир Іванович, Громов Володимир Лукич, Тихий Іван Михайлович.
У кінці 30-х років в колгоспі посадили молодий сад.
Плекав його Стариковський (цей чоловік був садоводом ще у пана Макаренка, сад
якого славився красою і розкішшю), а пасічником був Погорілий Остап. Догляд за
садом був бездоганним, особливо чарівним стояв він весною, коли дружно
зацвітали яблуні. Сад ріс між нинішніми вулицями Новою та Вишневою, яких на той
час ще не було. Вже після війни, десь в 1952 році, на сад напала велика
кількість гусені. Господарство не знайшло коштів для закупівлі хімікатів на
обробку саду. Він помирав, бо гусінь, об'ївши все листя на деревах, спускалася
навіть на траву і знищувала її. Вся поверхня землі між деревами була заснована
павутиною, немов снігом. Сад практично загинув.
Селянське життя було важким. За рахунок сільського
господарства держава підіймала індустрію країни. Йшли набори селян на
соціалістичне будівництво, давали направлення на роботу до Дніпропетровська, Запоріжжя, Сталіно та до інших міст. Заробітну плату в колгоспі видавали один
раз на рік. На трудодень одержували по зерна і 5 крб. грошима. Так, наприклад, сім'я В. Ф. Солобченка за рік отримувала 6000 крб. Маючи заробітну плату, колгоспники
їхали до Москви, щоб купити необхідні речі для родини: тканини, взуття, одяг — цих речей в місцевій крамниці просто не було.
Перед самою війною колгосп зібрав величезний урожай — по 30 ц з гектара. За такі високі досягнення він отримав право взяти участь у
Всесоюзній сільськогосподарській виставці в Москві на ВДНГ. Передовики
господарства також побували на цій виставці в столиці Радянського Союзу, прізвища їх були занесені в Почесну книгу ВДНГ (Коробка В. А., Кацалуха М. Х.), цієї честі був удостоєний і сам колгосп. За хорошу роботу, за вагомі досягнення
в різних галузях господарство нагороджувало своїх працівників, особливо на
свята Першого травня, Новий рік, річниці Великої Жовтневої революції. Подарунки
були різні: теличка, вівця, вулики, відріз тканини, шапка, кілька кілограмів
меду та ін. Давали путівки в будинки відпочинку, до Дібрівського лісу. На 8
Березня всю роботу в колгоспі виконували чоловіки — будь то ферма, чи поле, чи
ще щось. Жінки в цей день відпочивали, бо разом з чоловіками протягом року
доглядали на фермі 40 пар волів, 80 коней, 33 корови. Постійного дитячого садка
в селі не було. Садочок був сезонний — з весни до осені.
Ще до війни з Покровського до села Миколаївка було
проведено однолінійний телефонний кабель, який проходив через Олександрівку, Богодарівку, Андріївку. Якщо дзвонили в Олександрівку — був один дзвінок, в
Богодарівку — два і так далі.
Війна 1941 року перервала мирне життя мешканців Покровського
краю. Застогнало під кованими чобітьми ворога і наше село. Два роки з жовтня
1941 року по 14 вересня 1943 року с. Миколаївка перебувало під владою німецько-нацистських
окупантів. Як згадував Стариковський Михайло Степанович про початок війни
дізнались по радіонавушниках, які були в сільській раді. Це було в неділю, а в
понеділок в клубі зібрали мітинг і розповідали сільчанам про віроломний напад
німецьких загарбників. Всі були пригнічені і розгублені, але настроєні
оптимістично, говорили, що за 3 місяці нацистів розіб'ють. Розпочалась
мобілізація, чоловіки пішли на фронт, у селі залишились лише жінки, діти, підлітки, старі люди. Забирали коней для армії, евакуйовували техніку, худобу.
Поспішали, але не встигали, німецька армія просувалась дуже швидко. Клишко
Корній, Чередник Степан, Чечеков Василь намагались відправити в тил отари
колгоспних овець, але німецький наступ випередив евакуюючих і примусив повернути
назад. Німці зайшли в село в жовтні 1941 року, спочатку обстрілявши його з
гармат з боку с. Комунарівка. Один снаряд влучив в колгоспний амбар, другий — в селянську хату, потім вогонь артилерії німці перенесли за річку — в с. Андріївка.
Тільки на другий день після артобстрілу німці вступили в село. Ланцюгом, один
за одним, йшли вони згори від залізниці. Було їх десь чоловік 50. У селі
пішли по хатах, вимагаючи щоб їм давали молоко, м'ясо, яйця.
Для села настали важкі окупаційні часи. Німці в
Миколаївці постійно не стояли, час від часу наїжджали. Старостою села був
призначений Козлов (старосту призначали німці, а в поліцаї йшли за бажанням).
Головою сільуправи, як тоді називали посадником, став вчитель Андрієвський, а
писарем — Шиян. Німці повністю колгоспи не ліквідували, а перетворили їх у
громадські господарства, так було зручніше вигрібати хліб. Село Миколаївка ввійшло
до Гайчурського господарства. Загарбники забирали все: зерно, м'ясо, молоко, сливки (обрат віддавали), везли до переїзду, вантажили в потяг і відправляли на
захід. Німецький штаб знаходився в Покровському, а по селах були комендатури.
За коменданта в Миколаївці був німець, який проживав в сусідньому селі Андріївка.
Був він дуже жорстоким, бив людей нагайкою і весь час вимагав працювати. Їздив
він «бєдкою», зганяв на роботу. А працювали в колгоспі діти, старі та жінки. А
діти як діти, попрацювали (волочили чи орали) та й сіли в посадці відпочити.
Загрались в карти і не почули, як під'їхав на «бєдці» комендант, а за ним бігло
собача. То він як зіскочив, та як уперезав хлопчаків нагайкою раз та другий, то
вони миттю кинулись врізнобіч. Василя Федоровича Солобченка (тоді ще підлітка)
комендант ударив так нагайкою, що кінець її обхопив горло хлопцю. З переляку та
болю той кинувся бігти та й вирвав у коменданта з рук нагайку. За хлопцем
кинулось собача і почало кусати. Відбігши на безпечну відстань, хлопчак
розмотав зашморг та й кинув назад нагайку, молячись про те, щоб його не
наздогнала кара знову. Та гірше німців були свої поліцаї, які безжально
знущалися з людей. Головним поліцаєм був якийсь Гоцуля з села Данилівки. То він
бувало підкрадеться увечері, де молодь відпочиває, і накинеться своєю малахайкою
бити ні за що, ні про що. Або просто зустріне когось, причепиться і просто так
відлупцює. А в 1942 році весною, коли був розпочатий наступ Радянської Армії на
Харків і наші війська підійшли до м. Павлограда, заметушилися німці і їх
прислужники. Почали евакуйовуватися в сторону Запоріжжя. А в миколаївського
коменданта був хороший зимовий кожух. Утікаючи, він забув його в комендатурі.
Поліцай Гоцуля відімкнув кімнату, забрав цей кожух та й сам в ньому кинувся
тікати. А весна, багнюка, наступ Червоної Армії захлинувся. Почали повертатися
німці назад. Німецькому коменданту доповіли, де його кожух подівся. Німець
приїхав у Рубанське, розпитав, де Гоцуля, а той був саме в Макаренському.
Комендант узяв на фермі віжки, намочив їх у шаплику та й поїхав туди. Очевидці
розповідали, що він так бив цього поліцая, так його сполосував, щоб не брав чужого, що той повзав на колінах і просив вибачення. Але ці знущання над ним його нічого
не навчили: після цього ще дужче догоджав німцям. Коли наші війська ввійшли в
село, Гоцулю цього спіймали і розстріляли.
Був ще такий випадок. Один з поліцаїв наглядав за
підлітками, які навантажували на гарби солому. Працювали діти цілий день без
обіду. Поліцай вирішив, що цього мало, і почав примушувати підлітків працювати
ще і вночі. Вони відмовлялися, а Саша Закройщик обмовився: «Ви не запитали нас, чи ми їли, чи пили, чи не втомились». Почувши ці слова, поліцай вирвав з
хлопцевих рук вила і почав несамовито бити його держаком до тих пір, поки
держак не тріснув. Свого товариша захистили друзі і поліцай відступив, але
хлопця було дуже побито.
Німці встановили на окупаційній території суворий
режим. Вони розправлялись з патріотично настроєними жителями села, примушували
всіх працювати. За непослух — карали. Односельці намагались чинити опір
нацистам. Ще при відступі наших військ була створена підпільна група для боротьби
з ворогом. До неї ввійшли: Клюк Андрій Кузьмич (командир загону), Герасименко
Михайло Минович, Загорулько Антон Семенович, Никифоренко Марко Лук'янович, Ципляк Антон Артемович, Тищенко Лук'ян Андрійович, Холод Євдоким Іванович, Стариковський Іван Степанович, Борисенко Дмитро, Малько Тит Григорович, Курнос
Федір Михайлович. Неподалік залізничної колії були приховані зброя, провізія
для цього загону, але за доносом зрадника підпільну групу швидко арештували. Всіх
підпільників відвезли до гуляйпільського гестапо. Після допитів і знущань 10
травня 1942 року ув'язнених розстріляли, живим залишився лише Курнос Ф. М. В
1942 році почали забирати молодь на роботи до Німеччини. В полон було забрано з
колгоспу «Комуніст» 29 чоловік, з колгоспу ім. Леніна-15.  Прямо в полі поліцаї оточували з усіх сторін
людей, що працювали і наказували: «Ти, ти, ти». Потім нещасних садили в гарби
чи підводи і везли в Покровське. Там декілька днів молодь тримали в бараках, допоки формували ешелон, заганяли до вагонів і відправляли до Німеччини. Дехто з
місцевих жителів (Чорнобай Іван, Чередник Микола) потрапили не в Німеччину, а
до Керчі на каменоломні. Згодом вони зуміли звідти втекти і повернутись додому.
Через село Миколаївку йшла скрізна дорога Донецьк — Запоріжжя, по якій рухалась військова техніка, гнали полонених. Цією дорогою приходили в село міняльники, жителі міст. Міняли одяг на хліб, на картоплю. Приходили здалеку, переважно з Донецька. Знесилені, тягли вони свої возики, часто невзмозі довести додому те, що наміняли. Одного разу через село гнали чоловік 300 полонених радянських солдатів. Ночувати їх загнали в корівник, який знаходився поблизу нинішнього
стадіону. Вночі була завірюха і німецька охорона пішла до хати грітись. У цей
час, жителі села Кокарь і Чорнобай Наталія, які працювали до війни на цьому
корівнику і знали добре будівлю, скористались відсутністю охорони і вивели з
корівника декількох полонених, врятувавши від неминучої загибелі. На ранок, виганяючи всіх з корівника, німці ретельно ширяли багнетами в з'їди, щоб, бодай
ніхто не заховався. В один із днів нацисти оголосили, що через село йтиме
велика група полонених і щоб жителі приносили їжу. Селяни зносили хліб, борщ, картоплю, молоко — все, що хто зміг. Німці всю цю провізію зсипали в одну діжу, розбовтували і по одному ополонику роздавали полоненим. Як згадувала Денисенко
Марія Іванівна, жінки села завжди сходилися до дороги, коли через Миколаївку
гнали полонених. Радянські бійці йшли змучені, поранені, голодні і знесилені, але намагалися підтримати товариша, який ледве переставляв ноги. Якщо хтось
падав, не в змозі рухатися далі, нацисти пристрілювали того на місці. І хоча
гітлерівці відганяли жінок окриками і над їхніми головами лунали автоматні
черги, вони намагалися непомітно всунути до рук полоненим хліба чи ще якийсь
харч. Одного разу стояв гурт жінок. До них підбіг молодий полонений, якого
німці  не помітили. Жінки швидко оточили
хлопця, і непомітно забрали з собою.
Під час окупації школа працювала всього декілька
місяців, ходили діти лише 1-4 класів. Старших учнів німці гнали працювати.
Писали в школі на газетах, а вчителем був Кривохвіст Федір Андрійович.
Восени 1943 року почалося визволення району. Фронт
наближався, чути було вже звуки канонади. Відступаючи, німці палили і руйнували
все, що могли. Заметушилися нацисти і в нашому селі. Йшли селом від хати до
хати і підпалювали смолоскипом покрівлі. Дахи будинків були покриті соломою і
займалися швидко. Горіло все село, люди ховалися по погрібах. Коли німці
відійшли, селяни кинулися гасити будинки, щоб не згоріла стеля, бо на горищі
тримали зерно. Спалили нацисти і міст через річку Гайчур, а також вітряк, який
стояв на горі біля с. Андріївка. Великих боїв в селі Миколаївка не було, йшли
тільки великі колони відступаючих ворожих військ, рухалися танки, гармати.
Жорстокі бої точилися недалеко від села Червоний Розсадник за залізничною колією
на Пушкінській могилі (назва давньої могили така тому, що вона знаходилась на
полі к-пу ім. Пушкіна). Щоб врятувати корів від знищення Сидоренко Іван
Трохимович і Дитюк Кирило Андрійович погнали їх з села, надіючись приховати від
німців в лісосмугах і балках. Деякий час вони переховувались, але коли
побачили, що село запалало, то вирішили залишити худобу в балці, а самі
поспішили на допомогу своїм сім'ям. Та зустрітись їм з рідними не судилось.
Повертаючись додому вони натрапили на відступаючий загін німців і були розстріляні.
Вранці їх знайшли односельці й поховали в одній могилі.
Відступаючи, німецький щтаб розмістився в Миколаївській школі. Сталось так, що перед
наступом радянських військ, троє бійців прийшли в село на розвідку і натрапили
на німців. Один зміг врятуватись, а двоє інших потрапили в полон. Їх катували, а потім розстріляли. Деякий час тіла радянських бійців лежали край городів, а
після відступу нацистів їх поховали разом з іншими бійцями, що загинули
визволяючи село, у братській могилі, яка знаходилась в с. Миколаївка між клубом
і сільською радою. 1956 року прах загиблих бійців в урочистій обстановці був
перенесений і перепохований в братській могилі, яка знаходиться на початку вулиці
Кіма. На цьому місці був споруджений пам'ятник загиблим солдатам. Багато років
могилу воїнів доглядають учні Братської середньої школи, а вдячні земляки
несуть сюди квіти, зберігаючи людську пам'ять і народну шану тим, хто не
повернувся  з війни. У день свят і
всенародних урочистостей біля братської могили відбуваються мітинги.
14 вересня 1943 року — день визволення села Миколаївка
від німецько-нацистських загарбників. Одразу ж після визволення нашими військами
була надана допомога місцевим жителям по ремонту спалених дахів; ставили
крокви, обшивали дошками, будували покрівлі. Ліс брали з колишнього панського
гаю. Вкривали хати сітнягою вже самі селяни, які накошували її по річках і
ставках. Поспішали, бо наближалася зима. Бої ще гриміли, а жителі Миколаївки
розпочали відбудовувати господарство. Після визволення в колгоспі було 6 штук
коней та дві пари волів, невелика кількість свиней. Весь тягар відбудови
господарства ліг на плечі жінок, дітей та стариків. Радісною звісткою прилетіла
перемога 1945 року і сумом та скорботою за загиблими. Поверталися в село воїни — батьки, сини, брати, виснажені війною. Радо зустрічала їх рідна земля. Та не
всі повернулись до своїх домівок. На фронтах Німецько-радянської війни загинуло
213 мешканців Андріївської сільської ради. За мужність і відвагу у цій
жорстокій війні 159 чоловік були нагороджені орденами і медалями.
У 1946 році головою колгоспу став знову Вйонцик Франц
Мартинович, який повернувся з евакуації. Велика посуха і недорід 1947 року призвели
до того, що село голодувало. Той невеликий урожай зерна, що отримали, примушували віддавати державі, у той час, як самим селянам не було чого їсти.
На правлінні вирішили дати по десять кілограмів зерна колгоспникам, щоб якось
підтримати людей і трохи змолоти худобі. Але кимось було написане донесення в
район, що врожай розтринькується, розкрадається, а не здається державі. З
Покровського приїхали представники райкому партії і своїми діями  голову правління Вйонцика Ф. М. довели до
сердечного нападу. Після цього випадку він відмовився від посади голови
колгоспу. Рятівницею від голоду була корова. В кого вона була, виживати було
легше, але багато односельців голодували. Виживали хто як міг: варили лободу, сухі
шкурки з тварин, їли калачики, товкли курай, виловлювали ховрахів, граків, черепашок з річки. Як розповідав Курнос Олександр Макарович, черепашок в річці
було багато. Вигрібали їх граблями, потім обливали кипятком і вони самі
розкривались. М'якоть вибирали і їли, а стінки черепашок відносили діду Трушкіну, який працював заготівником. Черепашки ці йшли як матеріал для виготовлення
ґудзиків. Вони були дуже гарні, переливалися різними кольорами. Після війни їх
ще довго приймали, здавали також шкурки з ховрахів. Під заготівку давали
борошно, цукор, висівки, капкани. До школи привозили крупи, варили  учням бульйон. Колгосп намагався допомогти
людям: хто ходив на роботу — тим варили такий-сякий суп, видавали по кусочку
макухи. Від голоду в 1947 році померли Клишко Фекла, Демид Солобченко, а
Козачкову Марію посадили до в'язниці за те, що вона, працюючи на току, набрала
в кишені 2 кг пшениці. Чоловік у неї загинув на фронті, а вдома було двоє малих
голодних дітей. За ці 2 кг зерна її засудили до 10 років ув'язнення, а діти
залишились на вихованні діда з бабою.

### Після війни
ввели великі податки. Потрібно було здавати шерсть, фрукти, овочі, молоко, м'ясо
і т. д. За рік потрібно було здати 250л. молока. Якщо не виконаєш план — могли
забрати корову. Все господарство в селян сільська рада переписувала дуже
ретельно. Якщо в господарстві щось гинуло, потрібно було принести в сільську
раду довідку від ветлікаря, що тварина дійсно загинула, а не з'їли її. Податки
були такі великі, що навіть вирубували садки, бо за кожне дерево потрібно було
платити. Та село оживало, потроху будувалось.
На 01.01.1948
року Миколаївська сільська рада налічувала 459 дворів: с. Миколаївка — 56, х.
Вільний-58, х. Червоний Розсадник-37, х. Василівка-26, х. Шевченкове-54,
х. Луначарський-14, х. Герасимівка-26, х. Пісчаний-14, х. Криничний-3. До сільської
ради входили ще Двір№ 1 і Двір № 2. Кількість населення-1628 чоловік. 30 травня
1950 року вийшла постанова ЦК ВКП(б) «Про укрупнення дрібних колгоспів». У
серпні цього ж року колгосп «Комуніст» і колгосп ім. Леніна об'єднались і
новостворене господарство отримало назву імені Леніна. 3 частини села
(с. Миколаївка (Чернишева), х. Василівка, х. Шевченково) були об'єднані в с.
Миколаївка. 1952 року до колгоспу ім. Леніна приєднали колгосп «Червоний
Маяк». Керував новоствореним  колгоспом
Никифоренко Іван Трохимович.
У 1951 році було отримано апаратуру для обладнання колгоспного радіовузла  потужністю 500 ват. Радіовузол розмістили в колишньому  панському будинку. Першим працівником на радіовузлі став Пічурін Василь, що повернувся з армії, де служив у радіовійськах. Пізніше працювали Герасименко Дмитро, Клюк Петро, Курнос Іван, Ілієнко Анатолій, Кузнєцов Микола, Булах Іван. В 50-роках в колгоспі працював молокопункт, який знаходився в хаті Нахлєбки (біля річки, де зараз проживає Курнос О. М.) в с. Миколаївка. За пунктом був льодовник (використовували його для охолодження молока, оскільки холодильників тоді ще не мали). Взимку лід заготовляли, рубаючи його в річці кусками. Потім складали в яму-льодовню, трамбували дерев'яними кувалдами і заливали водою, щоб утворилась суцільна брила(тоді лід не так швидко танув). Яму вкривали соломою, а зверху будували навісне покриття «халабуду». Цієї заготівки вистачало до наступної зими. Коли влітку наставала спека, лід набивали в чани і спускали туди в флягах-бідонах сливки для охолодження. У чанах внизу були крани. Коли лід розтавав воду через крани спускали і закладали нові порції льоду. Молодь полюбляла робити морозиво там.
У 1953 році, коли в Миколаївку приїхали переселенці з західних областей, почала забудовуватись вулиця Нова. На той час роботи в колгоспі було дуже багато, а робочих рук бракувало. На колгоспних зборах вирішили послати людину в західні області республіки, щоб запросити людей на роботу до нашого колгоспу (їздив Монастирний Василь Леонтійович). Спочатку прибулі жили в гуртожитку, на квартирах, а потім бухгалтерія колгоспу (головний бухгалтер Тараненко Галина Дорофіївна) надала їм кредит на будівництво свого житла. Перший будинок на вулиці Новій побудував дід Шовкович, за ним в короткий термін виросли і інші помешкання.
У цих же роках в селі з'явилась електроенергія. Перша електростанція була над річкою (пізніше в цьому приміщенні був магазин, а потім шкільна кролеферма). В електростанції стояв нафтовий двигун і виробляв електрику лише для колгоспного радіовузла.
Завідував ним Васейко Савка. Потім встановили більш сильніший двигун С-64 (сталінець).
Збудувати електролінію, підвести світло до будинків колгоспників, на ферми, встановити могутній генератор допомогли шефи південметробуду. Світло в будинки подавали лише з 23 години і до 5-ї ранку (світало і світло відключали). Потім електростанцію перенесли до приміщення, що знаходилось на загальнім дворі, поруч з фермами (нинішнє приміщення млина), щоб енергію використовувати економніше. Завідував нафтовим двигуном «нєфтяніком», як його називали, Курнос Петро Іванович, пізніше працювали Солобченко Микола Степанович і Пічурін Олексій Федорович (дизелісти). На початку 60-тих років підключили державну лінію. Старшим електриком в колгоспі працював Богатирьов Михайло Федорович, пізніше Іващенко Григорій Ягорович. 1964 року сталася велика повінь. Річка Гайчур розлилася так, що вода залила всю місцевість від  Андріївки до Миколаївки. Вода підійшла навіть до деяких хат. Багато електричних опор було повалено водою і кригою, але згодом все відновили і подали світло в село.
Головним механіком в колгоспі на молотарках, віялках працював Коробка Василь Антонович. Це був механік від бога, сам він самоучка, але для колгоспу зробив дуже багато механізованих робіт, був активістом, раціоналізатором. Для ферм робив бурякорізки, спарив разом 5 віялок і крутив їх двигуном, а жінки лише насипали зерно. Коли в селі з'явилась електроенергія, то він зробив машину, яку жартома називали «коломбіна». Вона подавала зерно на віялку в накопичувальний бункер, потім опускала на ваговий бункер (ваги), а потім в машину чи бричку. Враховуючи те, що в ті роки в селі більшість робіт виконувалися вручну, це була відчутна підмога в роботі, особливо жінкам. Василь Антонович також створив машину для сухого протравлювання зерна, зробив водяний млин. Сам в кузні виготовив водяне колесо і над річкою побудували колгоспний млин. Мельником працював дід Курочка, потім дід Погорілий. За свої винаходи Коробка В. А. не одноразово отримував премії і нагороди. Пізніше млин перенесли в колишню панську комору. Знаходилось це приміщення десь метрів за 150 на південь від будинку пана Рубана на нинішній вулиці Кіма. Частину цієї будівлі пристосували під колгоспні гаражі, а в другій половині будівлі знаходився млин.
Двигуністами в млині працювали Кучерявий Іван і Паляничка Василь. Коли був вільний час, ці люди розпилювали для колгоспу ліс, що лежав поруч в лісоскладі.
1954 рік видався дуже посушливим, зернові дали лише по 7 центнерів зерна з гектара. Щоб у колгоспі не загинула худоба, було вирішено на літо вивезти її в Новомосковські плавні. Туди ж поїхали доярки і скотарі. Коли розпочалися жнива, з колгоспу були направлені бригади до Краснодарського краю, для заготівлі рисової соломи. Вагонами переправили її до колгоспу і врятували взимку всю худобу. А вже в 1955 році зернові вродили дуже добре. Допомогти зібрати врожай запросили навіть військових. Жили вони табором у лимані, Чорнобай Ольга Романівна готувала їм їжу. Солдати вивозили зерно, скиртували солому. Перший добротний корівник зі шлакоблоку був побудований в колгоспі ім. Леніна в 1956 році. Заготовляли шлакоблок у місті Дніпропетровську на Кайдацькому заводі. (До цього корівник к-пу «Комуніст» був між нинішнім клубом і школою, а в к-пі ім. Леніна — в с. Василівка (нинішнє подвір'я Пічуріна Івана і Панасенко). 1958 року збудували капітальний свинарник, стіни якого лили зі шлаку (відходи доменних печей). Шлак доставляли потягом з м. Дніпропетровська і швидко розвантажували на переїзді.
У 1955 році побудували стадіон, спортивні майданчики: 2 волейбольні, ігрові майданчики, гойдалки, «гігантські шаги». Колись ці «шаги» стояли на території школи, потім завалились, їх відновили на стадіоні. А гойдалки спорудили  наші ковалі і теслі — Чорноус Федір і Солобченко Василь Федорович, який ще був і капітаном футбольної команди. Комсомольці села на суботнику зробили турніки. На стадіоні любили відпочивати і молодь, і дорослі, і діти.
За рекомендацією обласного та районного керівництва 17 січня 1958 року колгосп імені Леніна об'єднався з колгоспом імені Калініна. Колгоспом ім. Леніна керував Мицик Володимир Михайлович, а колгоспом ім. Калініна — Гольбштейн Ісаак Йосипович, прекрасний фахівець, мудрий і талановитий господар, що мав великий авторитет у колгоспників, тому і керувати новим господарством, якому залишили назву ім. Леніна, довірили йому. Сільську раду, яка тепер стала однією для всіх жителів нового колгоспу, очолив Тараненко Петро Миколайович, колишній фронтовик, який до цього часу був головою Миколаївської сільської ради. Тепер контора, сільська рада були переведені з села Миколаївка в Андріївку, яке і стало центром Андріївської сільської ради і центральною садибою колгоспу. Починаючи з цих років життя нашого села пожвавішало. Досвідчений і вмілий голова колгоспу Гольбштейн І. Й. вправно керував великим господарством. Розвивалось тваринництво, садівництво, городництво, птахівництво. Господар відчувався всюди. Незрівнянно стала зростати технічна оснащеність колгоспу та його енергоозброєність. Суцільна електрифікація відкрила змогу механізувати трудомісткі процеси на тваринницьких фермах, у майстернях, на токах. Колгосп налічував 49 тракторів, стільки, скільки їх було в перші післявоєнні роки в Мечетнянській МТС, 11 зернових комбайнів СК-4 з подрібнювачами, 13 силосних і кукурудзозбиральних, 2 бурякозбиральних комбайни, 8 навісних квадратно-гніздових кукурудзосаджалок, 18 зернових сіялок, 24 візки ПТС 40 та величезну кількість дрібного інвентаря. Колгоспний автопарк налічував 29 вантажних машин. Колгосп мав 3 тракторні бригади: с. Андріївка — бригадир Сухаревський Кость Федорович, с. Комунарівка — бригадир Піскун Григорій Іванович, с. Миколаївка — бригадир Сліпич Іван Борисович. У колгоспі вирощували високі врожаї зернових. Ланка Пічуріна Федора Лук'яновича в 1960 році виростила кукурудзу по 75 ц з 1 га, за що він був нагороджений орденом Червоного Прапора і Золотою зіркою ВДНГ. Крім зернових сіяли буряк, рицину, по 60 га маку.
Колгосп мав 109 гектарів плодоносного саду, з кожного гектару збирали близько 50 ц фруктів, вирощували виноград. Розвивалось городництво (зав. городництвом М. П. Миленко, потім А. П. Гопка), високопродуктивна грошова галузь — шовківництво. 1967 року було 1800 штук парникових рам під склом, де на початку весни висівалось насіння капусти, перцю, помідорів, цибулі і ін. В 60-х роках в господарстві налічувалось 6 молочних ферм з 2400 коровами, 400 нетелів випасались в Розсаднику, 600 голів бичків в с. Комунарівка, 300 — в с. Вільному, 400 — в с. Кульбашево, 4500 овець (с. Кульбашево, Вільне, Комунарівка), 15 тисяч голів птиці (с. Вільне), 5 тисяч індиків в с. Остапівка, с. Відрадне, 4 пасіки (с. Відрадне., Вільне, Андріївка), 10 тисяч свиней (бр.1,2,3,5). Роботи вистачало та й трудились добре. Передові доярки: Сліпич Лідія Іванівна, Кугай Надія Мар'янівна, Павляшик Ганна Андріївна, Хорош Ганна Кузьмівна. Передові свинарки: Чикальська Анастасія Іванівна, Ігнатюгіна Марія Іванівна, Чорнобай Наталія Павлівна, Клименко Євдокія Никанорівна, Орловська Євдокія Михайлівна.
Головним зоотехніком працював Отиско Олексій Антонович, головним агрономом — Тихий Михайло Семенович, який на цій посаді працював ще з 1937 року, головним бухгалтером — Ігнатенко Микола Арестович. Тільки за 1964 рік колгосп виробив на кожні 100 гектар угідь 65.2 центнерів м'яса,316 центнерів молока, 5,6 тисячі штук яєць. Частина продукції тваринництва, птахівництва реалізовувалась на ринках Донбасу, Дніпропетровська, Запоріжжя. За успіхи в розвитку тваринництва, збільшення виробництва і заготівель продукції тваринництва у 1965 році Президія Верховної Ради СРСР нагородила орденами і медалями працівників нашого колгоспу: орденом Леніна — Гольбштейна Ісаака Йосиповича, голову колгоспу; орденами «Знак пошани» — доярку Ігнатюгіну Марію Іванівну і Отиска Олексія Антоновича, головного зоотехніка; медаллю «За трудову доблесть» — Тараненка Петра Миколайовича, голову Андріївської сільської ради; медалями «За трудову відзнаку» — доярку Карпук Євгенію Яківну, свинарок Кошель Марію Яківну та Солобченко Надію Григорівну.
Колгосп одержував хороший прибуток, а колгоспники високу заробітну плату.
Значна частина коштів направлялась на культурно-побутове будівництво всіх сіл Андріївської сільської ради. Кривобокі глиняні хати, солом'яні покрівлі — все це безслідно зникало. На їх місці виростали рівні, красиві вулиці з добротними будинками. Гарнішало і село Миколаївка. 1956 року розпочала свою історію вулиця Вишнева, яку довгий час в народі називали Молодіжною, тому що на цій вулиці селилися молоді сім'ї. Вже пізніше, коли майже в кожній хаті було по 2-3 діток, найбільше школярів в селі йшло до школи саме з цієї вулиці. Першу хату на ній побудував Сидоренко Станіслав з молодою дружиною Олександрою, яку привіз з цілини, куди їздив працювати на заклик партії. Крім Сидоренка С. на освоєння цілинних земель добровольцями вирушили Шовкович Василь Петрович, Курнос Анатолій, Самойленко Олександр Федорович, який за самовіддану працю отримав орден Леніна.
У 1962 році Покровський район об'єднали з Васильківським. Щоб уникнути плутанини з однаковими назвами колгоспів і сіл, наш колгосп отримав назву «Рассвєт», а село Миколаївка на початку 1965 року перейменовано в Братське. Назву вирішили таку дати тому, що в ньому проживало багато людей різних національностей з різних куточків СРСР. Після відокремлення районів у 1966 році колгосп повернув свою першочергову назву ім. Леніна, а селу залишили назву Братське.
Колгосп міцнів, став одним з найкращих у районі.
Злагоджено і дружно працювало, як правління колгоспу, так і сільська рада.
60-ті роки — це роки інтенсивного будівництва, бо село отримало всі соціальні об'єкти, необхідні для проживання його мешканців. Колгоспна будівельна бригада, очолювана Нечипоровським А., налічувала 68 чоловік. Центр села Андріївка прикрасили нові будівлі початкової школи, сільської ради, контори, будинку культури, будинку побуту, їдальні. Розбудовувалась не лише центральна садиба колгоспу, а розквітали й інші села Андріївської сільської ради. У селі Вільне збудували дитячі ясла, магазин, клуб. У  Відрадному — клуб, дитячі ясла. Був збудований автогараж на 35 автомашин, тракторний польовий стан, майстерня, зерносховище для посівного зерна, два телятника на 500 голів, індича ферма на 12 тисяч штук індичат, де всі виробничі процеси були механізовані, навіть було водяне опалення. У селі Братське на початку вулиці Нової в 1963 році побудували магазин на два відділення, поруч з ним в 1964  відкрився новий ФАП, а за ним виросла ще одна будівля — житловий будинок для вчителів. Вулицю Кіма прикрасив новий будинок поштового відділення. 1967 року гостинно відкрила свої двері для учнів Братська восьмирічна школа, побудована на честь 50-річчя Великої Жовтневої революції. Розташувалась вона на початку вулиці Кіма, неподалік від панського маєтку, який пізніше пристосували під шкільні майстерні. Очолив школу Водолазький Михайло Якимович.
14 жовтня 1970 року розпочав свою роботу новий будинок культури. Двоповерхова будівля виросла неподалік школи. Сюди ж на другий поверх з панського будинку переселились Братська сільська бібліотека і колгоспний радіовузол. З 1961 по 1970  роки всі соціальні об'єкти в селі були збудовані. Братське гарнішало, міцніло, розвивалось. Гуділи весілля, народжувались діти, продовжувалось життя, кипіла робота. Соціалістичне змагання в роботі очолювали комуністи і комсомольці.
Правління, партійне бюро і профком організовували соціалістичні змагання серед тваринників, механізаторів, щоб вони були зацікавлені в зростанні виробництва продукції, підвищенні якості. Крім моральних і матеріальних засобів заохочення в індивідуальному змаганні передбачалися колективні форми заохочення: перехідний червоний прапор для ферми чи тракторної бригади-переможця по квартальних підсумках з врученням грошової винагороди. На партійних зборах розглядалися всі питання, які стосувалися життя села, колгоспу. Вік комуністів був від 20 до 80 років.  Це були люди різних професій і об'єднувала їх одна мета — корінні зміни добробуту нашого народу. Комуністи бр. № 5 (с. Миколаївка) Мицик Володимир Михайлович, Тараненко Петро Миколайович, Тараненко Галина Дорофіївна, Пітько Григорій Абрамович, Монастирний Василь Леонтійович, Пишоха Федір Миколайович, Чорнобай Василь Павлович, Кузнєцов Володимир Григорович, Никифоренко Володимир Маркович, Сердюк Віктор Васильович, Черечеча Микола Григорович, Грипась Прокіп Максимович, Борсук Віктор Олександрович  знайомили трудівників села з рішеннями партії та уряду. На партійних зборах кожному члену партії давались доручення допомогти, проконтролювати якісь невирішені першочергові питання у різних сферах виробництва. Це була достатньо відчутна допомога кожному керівнику підрозділу господарства. Приділялась увага лекторсько-пропагандистській роботі, партійній дисципліні та іншим актуальним питанням.  Колгоспна партійна  організація в 60-тих роках налічувала 28 чоловік, а в 1990 році — 95 членів партії. У різні роки партійну організацію колгоспу очолювали  Тараненко Петро Миколайович, Таран Григорій Федорович, Сергієнко Григорій Макарович, Герасименко Віктор Якович, Ляшенко Анатолій Федорович, Сіроух Віталій Михайлович, Чекальська Броніслава Дем'янівна, Капуста Олександр Іванович, Громов Володимир Лукич, Андрухов Сергій Володимирович, Марков Анатолій Михайлович.
Не відставали від старших товаришів і комсомольці. Молодь була активна і в роботі, і на відпочинку. Багато робіт виконували дружно і весело: працювали механізаторами, водіями, у городній, польовій бригадах, на фермах, скиртували сіно. У селі Миколаївка  секретарем комсомольської організації був Богатирьов Михайло. Після об'єднання колгоспів секретарем колгоспної комсомольської організації в травні 1959 року була обрана Хотюн Валентина Андріївна (пізніше комсоргами колгоспу працювали Кузніцов В. Г., Миленко В. М., Бондаренко В. Т., Василейко В. В., Лопатка Г. М., Свердюк Н. В.).
Організація налічувала 96 членів комсомолу і 320 чоловік молоді, віком до 28 років, а вже в 1961 році комсомольців стало 195 чоловік. У колгоспі було створено 2 комсомольсько-молодіжні ферми в с. Андріївка і с. Відрадне, 7 комсомольсько-молодіжних ланок механізаторів, які очолили Тишик Микола Семенович, Чекальський Роман Францович, Івочкін Микола Григорович, Паталаха Іван Семенович, Остроух Микола Кирилович, Монастирний Віктор Андрійович.
Ланковим городньої комсомольської бригади був обраний Никифоренко Анатолій Кирилович. Активна робота проводилась в клубі та бібліотеці села. Комсомольці брали участь в усіх масових заходах, проводили ремонт в клубі, прибирали територію. 1956 року комсомольці села розбили і посадили парк біля річки Гайчур в кінці вулиці Кіма. Пізніше в 1971 році його поновлювали. Парк став хорошим місцем відпочинку для всіх жителів села, а особливо молоді. Його доглядали і ходили туди з задоволенням, на жаль зараз він забруднений і недоглянутий, втратив свою привабливість. Комсомольці і молодь з к-пів ім. Леніна і ім. Карла Маркса по неділях виїздили в с. Червоний Розсадник змагатися, грати в різні ігри, відпочивати. Дружно працювали на комсомольсько-молодіжних суботниках. Цей день молодь і комсомольці нашого колгоспу відзначали вагомими трудовими дарунками, хто на своїх робочих місцях, хто на заготівлі різнотрав'я чи висаджуванні дерев.
Багатшало село, розквітали оселі, приходив добробут. 1959 року в селі з'явився перший телевізор, що мав назву «Рубін-102», придбав його Солобченко Василь Федорович.
Це була велика дивина на селі і майже всі жителі ходили дивитися телевізійні передачі. Телевізор господар ставив на веранді будинку, і кожного вечора тут збиралися люди, дивитись, дивуватись, обговорювати. Миколаївці купляли радіоприймачі, пральні машини, електроприбори, велосипеди. Перші велосипеди з'явилися на селі ще в 30-х роках, десь близько 10 штук. Мали їх голова колгоспу, Куриленко, Приймак та ще десь семеро щасливчиків. Продавали це диво техніки за хлібні квитанції, які отримувало населення за хліб, зданий державі.
Перший легковий автомобіль «Москвич» десь в 60-тім році у когоспі ім. Леніна придбав Гаврилястий Іван, а в с. Миколаївка — Монастирний Іван Леонтійович. У колгоспі була висока заробітна плата, виділялись кошти для потреб бібліотек, клубів, дитсадків.
Перший автобус в с. Миколаївка з'явився в 1969 році, а до цього людей до райцентру возила спеціально обладнана машина — вантажне таксі. Працював на ньому Холод Павло. У визначені дні ця машина їздила два рази на день до Покровського. Щоб поїхати, потрібно було купити квиток. Коштував він, як і на автобус, 20 копійок, потім за ці квитки звітувались в контору колгоспу.
Дорогу з твердим покриттям почали будувати, але до Миколаївки ще не проклали, тому молоко з ферм, особливо в негоду, возили в Покровське тракторами. Прикріплювали до гусеничного трактора сани чи воза, і він по багнюці (на фермі її було по коліна) чи снігу віз молоко на маслозавод. Возили молоко і автомобілем, коли була хороша погода. Асфальтову дорогу до с. Миколаївка проклали в 1971 році, а по селу — в 1974. У 1962-64 роках в селі проклали водогін.
У 1970 році керівництво колгоспу і сільської ради змінилось. Гольбштейн Ісаак Йосипович пішов на заслужений відпочинок, помер голова с/ради Тараненко Петро Миколайович. Колгосп очолив Ігнатенко Володимир Іванович, а сільську раду — Гопка Микола Іванович, якого на початку 1973 року змінив Разумов Володимир Олександрович.  Колгосп потроху почав втрачати свої передові позиції. Можливо вплинула недосвідченість молодого керівника, можливо були і інші причини, але господарство занепадало. Грошові прибутки зменшувались, трудова дисципліна хиталась, процвітало п'янство. Після 10 років головування Ігнатенко В. І. був переобраний. Колгосп очолив Тихий Іван Михайлович, який до цього часу (з 1977 року)працював головним агроном колгоспу, а головою сільської ради в 1977 році була обрана Хотюн Валентина Андріївна, принципова і вимоглива як до себе, так і до людей жінка. Господарство знову запрацювало. В колгоспі збудували мельницю, зробили реконструкцію току. Десь в 1981—1982 роках через річку Гайчур побудували залізобетонний міст, який поєднує  Андріївку і Братське (до цього міст був дерев'яний, який під час великої повені не раз руйнувався). Жителі сіл Андріївської сільської ради займалися шовкопрядами. Спеціально були насаджені ділянки шовковиці (на 2-й бригаді і в с. Остапівка). Взимку, коли в господарстві роботи було обмаль, бригада колгоспників їздила в Росію заготовляти ліс для потреб колгоспу та його жителів. Заготовляли до 8 тисяч кубів. У колгоспі ім. Леніна працювали 4 бригади будівельників, якими керував інженер-будівельник Ляшенко Анатолій Федорович, пізніше -  Остапчук Володимир Іванович.
В Андріївці з'явились нові вулиці Радянська, Гагаріна, де в нові, охайні будинки селились тваринники, механізатори, спеціалісти колгоспу. В с. Братське нові будинки продовжили вулицю Вишневу. Житло колгосп надавав на пільгових умовах. Хто будувався самостійно, господарство надавало всі необхідні матеріали, які можна було отримати за готівку або взяти у колгоспі в кредит.
Найбільша увага приділялась тваринницькій галузі. В колгоспі налічувалось 2 тисячі дійної череди, яку годували з кормоцеху, що збудували на 2-й бригаді. Корівники переобладнали, щоб корми для корів роздавати трактором. В с. Братське в 1986 році побудували літній табір для корів. Від колгоспу давали направлення випускникам шкіл в вищі, середні навчальні заклади, училища для того, щоб господарство поповнювали молоді кадри. Успішно розвивалось і рослинництво.
Злагоджено працювало правління колгоспу, керівники різних підрозділів господарства: головний агроном Громов В. Л. (пізніше Захарчук О. В.), головний зоотехнік Іващенко М. І. (Пітько А. В., Андрухов С. В., Іващенко Ю. О., Василейко Л. П.), головний інженер Гавриленко П. В., головний економіст Волох В. О., (Маслов І. М., Кухаренко Л. А.), головний ветлікар Листовець А. Г., головний бухгалтер Гавриленко Л. М.  Свою допомогу у вирішенні проблем села надавала сільська рада, яку очолювала Хотюн Валентина Андріївна (пізніше Андрухов С. В.,Манько Г. Й. Карабут І. П., Кримова О. Я.), депутати Андріївської сільської ради (благоустрій населених пунктів, робота ФАПів, будинків культури, школи, бібліотек, дитсадку, впорядкування кладовищ і ін). І звичайно добробут села створювали сумлінні, працьовиті і добросовісні люди. Як і у кожному селі Андріївської сільської ради, так і в селі Братське є люди, яких поважають і цінують односельці за їх добрі справи, ділові і професійні якості. Тільки хороші спогади залишили про себе трудівники нашого села: бригадир тракторної бригади № 2 Пічурін Анатолій Федорович, механізатори — Яцишин А. А., Зелінський В. Н., Ципляк М. А., Храпливий А. М. Клишко П. Ф., тваринники  - Клюк Л. В., Грицюк Л. І., Вараниця Є. М., Вознюк М. М., Соколова С. М., будівельник Кушнір І. П., тесля Солобченко В. Ф. На шану та подяку заслуговують працьовиті односельці — фермер Никифоренко В. М., будівельник Колошва Й. Ф., механізатори Шовкович Л. В., Пічурін В. Ф., Сердюк В. В., Курнос О. М., Колошва С. М., електрик Ігнатюгін В. П., фельдшер Лівікіна Г.Л, вчителі Герасименко Л. П., Круть А. А., кухар Борсук М. В., акумуляторщик Монастирний А. В. і багато інших.
Село не тільки старанно працювало, а й відпочивало. Колгосп виділяв кошти на розвиток соціально-культурних об'єктів на селі. Для Братського будинку культури були закуплені комплекти духових і естрадних інструментів, для хорового колективу нові сценічні костюми. За рахунок колгоспу бібліотеки отримували велику кількість періодичних видань, виділялись кошти на розвиток спорту. Трудівники весело відмічали як державні свята, так і ті, що не значились у календарі — це свято стиглого колосу, свято врожаю (обжинки), вогники для механізаторів, тваринників, водіїв. Колгосп не скупився на подарунки і премії. Особливо вшановували передовиків виробництва: путівки в санаторії, будинки відпочинку, по рідній країні, за кордон отримували працівники різних сфер виробництва. Найбільше подарунків отримували колгоспники на головне свято — День працівників сільського господарства, з почестями відмічали тих людей, яким наставав пенсійний вік. На Новий рік керівники профспілкової організації разом з учасниками художньої самодіяльності об'їжджали всі виробничі ділянки в усіх селах колгоспу, вітаючи і вручаючи новорічні подарунки трудівникам. То були хороші часи, коли шанували людей праці.
В 80-х роках в зв'язку з реорганізацією землі сіл Відрадне і Кульбашева відійшли до колгоспу імені Карла Маркса, а землі сіл Радісне і Нечаївка — до колгоспу  імені Леніна.
В 1987 році Тихий І. М. був переведений працювати головою колгоспу в с. Данилівка. Колгосп ім. Леніна очолив Громов Володимир Лукич, який до цього часу працював головним агрономом господарства. Всі галузі господарства працювали стабільно, зводились нові будинки для працівників села, інші об'єкти. Центр села Андріївка прикрасила адміністративна двоповерхова будівля, де розмістилась контора колгоспу, сільська рада, поштове відділення, пізніше — сільська амбулаторія. На вулиці Радянській в серпні 1991 року відкрилось чудове двоповерхове приміщення — дитячий садочок «Калинка».
Приміщення старої контори переобладнали і відкрили там спортивний клуб для молоді. Упорядкована була Алея Слави, де був збудований пам'ятник Леніну, насаджені квіти. Між початковою школою і старим приміщенням сільської ради на місці старого фруктового саду відкрили пам'ятник Невідомому солдату. В село Братське в 1988 році підведено газ, в 1989 — реконструйовано сільський стадіон.
У селі Герасимівка в 1989 році відновили фруктовий сад. В колгоспній касі можна було брати кредити на велику суму, щоб працівники господарства мали можливість придбати дорогі речі: меблі, машини, будинки. Керівництво колгоспу замовляло дояркам, свинаркам, телятницям переїздну автокрамницю, де трудівники мали змогу придбати дефіцитні товари, які були відсутні на той час у магазинах: простирадла, рушники, калоші, трикотаж, імпортне взуття і ін. В селі Андріївка в 1995 році відкрили мініолійницю.
Наприкінці 1995 року в селі Братському було 180 дворів, 485 жителів, з яких 90 дітей. Життя продовжувалось, але з кожним роком колгосп зменшував своє виробництво. Нові умови господарювання, які запропонувала держава, стали згубними для села. 1996 року колгосп імені Леніна знову очолив Тихий Іван Михайлович, але становище не поліпшилось — господарство продовжувало занепадати. Такі процеси відбувалися по всій країні. Держава, не створивши нового виробничого механізму, зробила все для того, щоб розвалити той, що був, внаслідок чого порушились напрацьовані роками економічні  зв'язки, механізм ціноутворення, зникли ринки збуту нашої продукції. Колгоспники ще намагалися жити і вірити, що все знову налагодиться, але це вже не вдавалось. Продуктивність праці падала, майже всі галузі господарства працювали збитково. Колгосп ім. Леніна, як і інші господарства, намагався у цих тяжких умовах вижити. 1997 року в господарстві було вироблено 6500 тонн зерна, 1,5 тисячі тонн соняшнику, майже 1300 тонн молока. Та за всю цю продукцію колгосп не одержав ні копійки так званих «живих» грошей. Всю продукцію довелося віддати по дуже невигідному для колгоспу бартеру. В сільгосппідприємстві працювало майже 600 чоловік, яким потрібно було виплачувати зарплату, а грошей бракувало. Крім того колгосп мав вирішувати ряд інших проблем: на його утриманні (крім зарплати вчителям) перебували школа, дитсадок, більше 50 інвалідів та одиноких пристарілих людей, які щоквартально одержували безкоштовно харчові продукти. Безкоштовно забезпечувались транспортом члени господарства для поїздки у район, у область, підвозились діти у дитсадок і школу з віддалених сіл. Ціни на промислову продукцію зростали, а сільськогосподарська продукція реалізовувалась за старими цінами. За 1 л бензину треба було віддати 3 л молока. Стимулу для роботи в колгоспі не було. Грошові доходи впали. З кожним місяцем затримували виплату заробітної плати, а потім платити припинили зовсім. Зупинялись збиткові галузі виробництва, зростало безробіття. Колгоспи руйнувались, не вижило і наше господарство. У березні 2000 року колгосп імені Леніна припинив своє існування. На його базі було створено ТОВ «Земля», яке очолив Андрухов Сергій Володимирович.
12 червня 2020 року, відповідно до розпорядження Кабінету Міністрів України № 709-р від «Про визначення адміністративних центрів та затвердження територій територіальних громад Дніпропетровської області», увійшло до складу Покровської селищної громади .
19 липня 2020 року, в результаті адміністративно-територіальної реформи і ліквідації Покровського району, село увійшло до складу новоутвореного Синельниківського району.